# مشروطیت
مشروطیت (به انگلیسی: constitutionalism) مجموعه‌ای از ایده‌ها، نگرش‌ها و الگوهای رفتاریِ شرح‌ و بسط‌دهندهٔ این اصل است که اقتدار حکومت برخاسته و محدود به مجموعه‌ای از قانون‌های بنیادین است.
سازمان‌های سیاسی، مشروطه (به انگلیسی: constitutional) اند مادامی که دارای سازوکارهای نهادینه‌شدهٔ مهار قدرت برای پاسداری از منافع و آزادی‌های شهروندان باشند حتی شهروندانی که ممکن است در اقلیت باشند. دیوید فِلمَن دانشمند علوم سیاسی و متخصص مشروطه (قانون اساسی)، مشروطیت را چنین توصیف می‌کند:
مشروطیت توصیف‌گرِ مفهومِ پیچیده‌ای است که به‌ژرفی در تجربهٔ تاریخی ریشه دوانیده است و مقاماتی را که قدرتِ حکومتی را در اختیار دارند تابعِ محدودیت‌هایِ قانونی برتر می‌کند. مشروطیت پسندیدگیِ حاکمیتِ قانون را نسبت به حاکمیتِ قضاوتِ خودکامانه یا فرمانِ مطلقِ مقاماتِ رسمی اعلام می‌کند … در نوشتارهایِ در پیوند با قانونِ عمومیِ مدرن و بنیادهایِ حکومتگری، عنصرِ مرکزیِ مفهومِ مشروطیت این چنین است که در جامعهٔ سیاسی، مقاماتِ حکومتی مجاز نیستند که هر آنچه دوست دارند را با هر روشی که می‌پسندند انجام دهند؛ آنها ناچارند به محدودیت‌هایِ قدرت و روندهایی که در قانونِ عالی و اساسیِ باهمستان (به انگلیسی: community) تعیین شده است ارج بگذارند. بنابراین می‌توان گفت که سنگِ محکِ مشروطیت، مفهومِ حکومتِ محدود تحتِ قانونی عالی‌تر می‌باشد.— دیوید فِلمَن، 

## ریشهٔ واژهٔ مشروطیت
در ایران از گذشته دو ریشه‌شناسی برای واژهٔ مشروطیت ارائه می‌شده است.
نخست دیدگاه مشروطه‌خواهانی همچون حسن تقی‌زاده و صادق رضازادهٔ شفق که این واژه را مشتق از واژهٔ فرانسوی «لا شارت» (La charte) به معنای فرمان، منشور یا قانون مشروطیت می‌دانستند. باید توجه داشت که قانون اساسی ۱۸۱۴ فرانسه «Charte constitutionnelle» نامیده می‌شد که در نخستین ترجمهٔ عربی متن آن توسط رفاعه طهطاوی به صورت «الشَرطة» معرب شد. سپس این واژه به ترکی عثمانی راه یافت و واژه‌های «مشروطه» و «مشروطیت» از آن ساخته شدند، در حالی که در زبان عربی چنین واژه‌هایی بدین معنا وجود ندارند. پس از آن نیز کسانی همچون میرزا حسین ‌خان مشیرالدوله (سپهسالار) که سفیر ایران در عثمانی بود، این واژه را در نوشتارهای فارسی به کار گرفتند. گسترش این اندیشهٔ تازه در ایران بعدها به جنبش مشروطیت انجامید که قدرت مطلق شاه را محدود ساخت و آن را منحصر به حدود قانون اساسی قرار داد.
برابر با دیدگاه دیگر، مشروطه مؤنث واژهٔ «مشروط» در زبان عربی است. با اینکه مشروط، واژه‌ای با ظاهری عربی است اما این واژه در اصل با زبان عربی ارتباطی ندارد. در حقوق اسلامی، مشروطه به ملکی گفته می‌شود که به شرط فروخته نشدن از طرف مالک به ورثه داده می‌شود. آشکار است که این معنا ارتباطی با مفهوم نوین مشروطیت ندارد.